# Pires Ferreira
Pires Ferreira è un comune del Brasile nello Stato del Ceará, parte della mesoregione del Noroeste Cearense e della microregione di Ipu.